# Go-Shirakawa

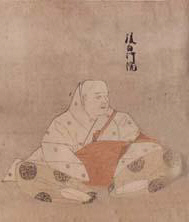
Go-Shirakawa Tennō

Go-Shirakawa (jap. 後白河天皇, Go-Shirakawa-tennō; * 18. Oktober 1127 in Kyōto; † 26. April 1192 ebenda) war der 77. Tennō von Japan (23. August 1155–5. September 1158). Sein Eigenname war Masahito (雅仁). Nach seiner Regierungszeit nannte man ihn Go-Shirakawa-in (後白河院) oder Go-Shirakawa Hōō (後白河法皇).
Er war ein Sohn des Toba-tennō und Vater der Tennō Nijō und Takakura. Die Tennō Rokujō, Antoku und Go-Toba waren seine Enkel. Sein Vater Toba begründete die Klosterherrschaft. 
Nach dem Tod des Toba-tennō 1156 stritten sich Go-Shirakawa und sein Bruder Sutoku über die Fortsetzung der Einflussnahme der ins Kloster zurückgezogenen ehemaligen Herrscher (Insei-System) und die Kontrolle der Fujiwara-Familie über die Regentschaft. Beide Parteien warben dabei um die Unterstützung der bedeutenden Samurai-Familien der Minamoto und Taira. Sutoku begann im selben Jahr die Hōgen-Rebellion (保元の乱, Hōgen no ran), die nach schweren Kämpfen mit seiner Niederlage endete. Sutokus Verbündete Fujiwara no Yorinaga, Minamoto no Tameyoshi und Taira no Tadamasa wurden getötet. Minamoto no Tametomo überlebte das Schlachtfeld und wurde zur Flucht gezwungen. Minamoto no Yoshitomo wurde nach dem Tode seines Vaters Oberhaupt der Minamoto und etablierte zusammen mit Taira no Kiyomori diese beiden Samurai-Familien als bedeutsame neue politische Kräfte in Kyoto.
Go-Shirakawa blieb der Sieger in diesem Krieg. Auch nachdem er 1158 den Thron seinem Sohn Nijō übergab, blieb er der faktische Herrscher. Er führte die Klosterherrschaft (insei) bis zu seinem Tode 1192.